# Bác Ái Tây
Bác Ái Tây là một xã thuộc tỉnh Khánh Hòa, Việt Nam.

## Lịch sử
Ngày 16 tháng 6 năm 2025, Ủy ban Thường vụ Quốc hội ban hành Nghị quyết số 1667/NQ-UBTVQH15 về việc sắp xếp các đơn vị hành chính cấp xã của tỉnh Khánh Hòa năm 2025 (nghị quyết có hiệu lực từ ngày 16 tháng 6 năm 2025). Theo đó, hợp nhất các xã Phước Hòa, Phước Tân và Phước Bình thành xã Bác Ái Tây.

## Địa lý
Xã Bác Ái Tây có ranh giới với các xã:
- Phía Bắc giáp với xã Tây Khánh Sơn.
- Phía Nam giáp với xã Lâm Sơn.
- Phía Đông giáp với xã Bác Ái.
- Phía Tây giáp với tỉnh Lâm Đồng.

Xã có diện tích là 478,65 km², dân số năm 2025 là 11.090 người, mật độ dân số đạt 23 người/km².